# Antey-Saint-André
Antey-Saint-André (valle d'aostai patois dialektusban Antèy ; 1939 es 1946 között neve olaszosítva Antei Sant'Andrea) egy 622 lakosú község Olaszországban, Valle d’Aosta régióban.

## Elhelyezkedése

Antey-Saint-André község Valle d'Aosta térképén

## Turizmus
Kedvelt kirándulóhely, különösen a nyári időszakban.

## Galéria

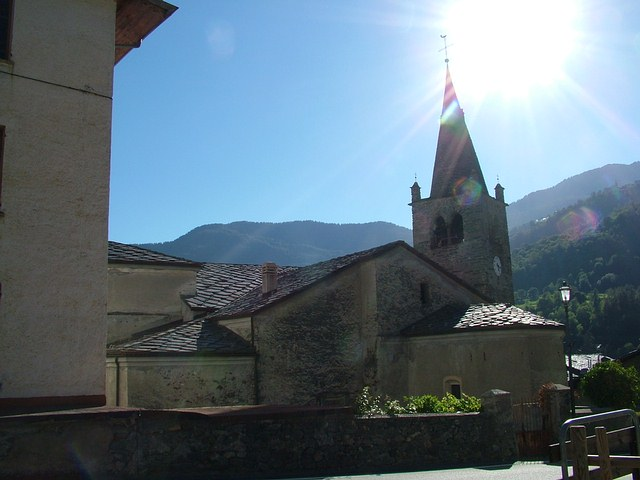
A plébániatemplom
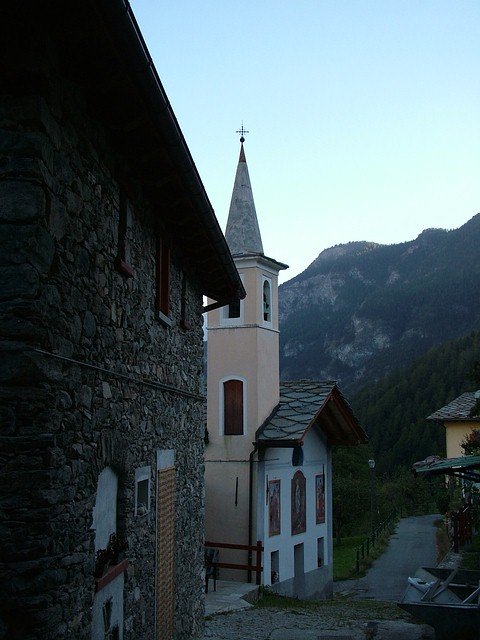
A Sainte Lucie kápolna
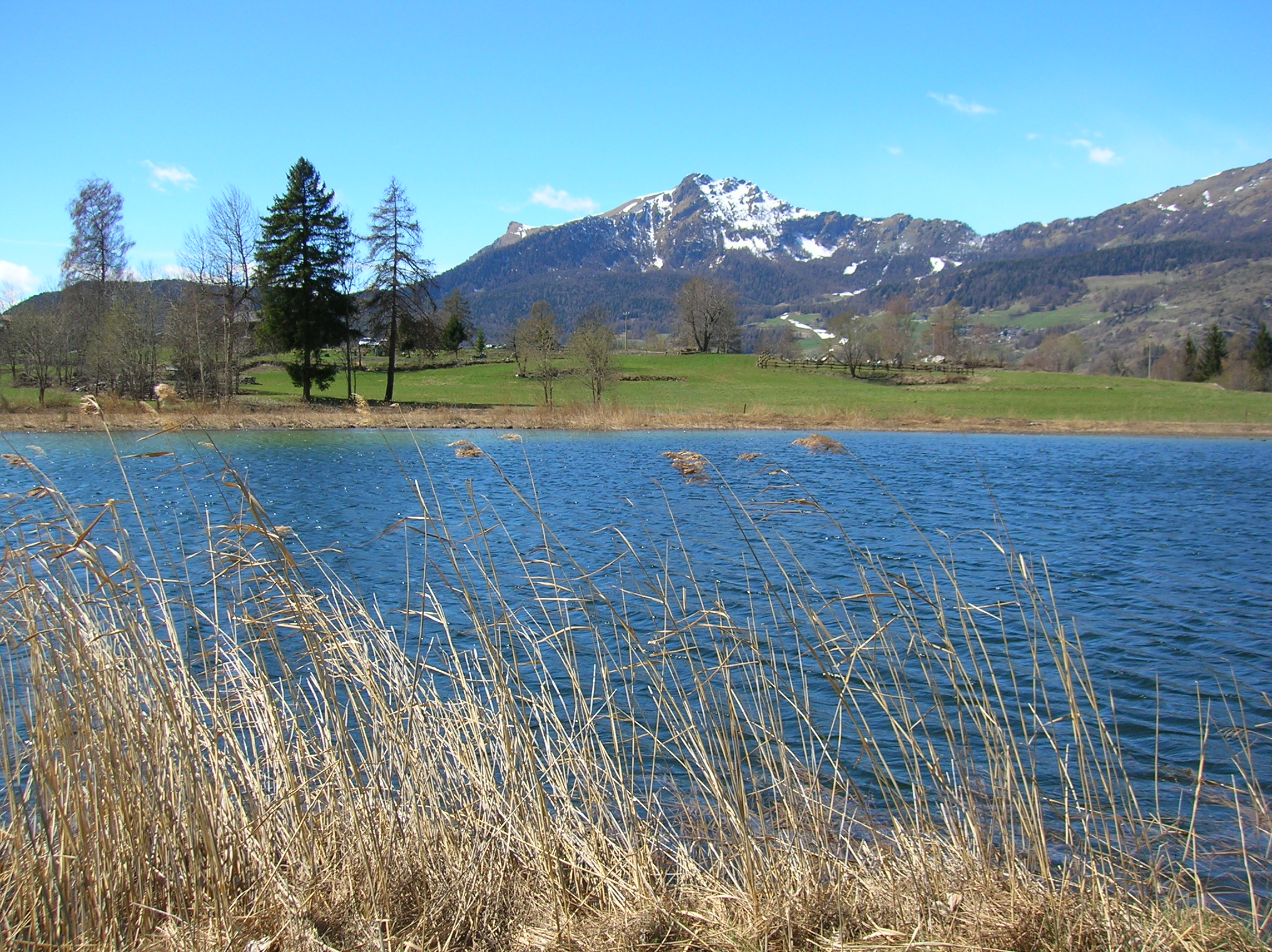
A Lod-tó, 1470 méteren